# Etaharwakatti
Etaharwakatti – gaun wikas samiti w środkowej części Nepalu w strefie Dźanakpur w dystrykcie Mahottari. Według nepalskiego spisu powszechnego z 2001 roku liczył on 1022 gospodarstw domowych i 6508 mieszkańców (3064 kobiet i 3444 mężczyzn).